# Alexitimie
Alexitimia se referă la incapacitatea unei persoane de a-și exprima sentimentele.
În același timp, poate fi un simptom asociat depresiei și a autismului, persoana fiind incapabilă să verbalizeze, înțeleagă și să interpreteze sentimente sau emoții. 

## Etimologie
Termenul de alexitimie este format din litera "a" - lipsă "lexis" - cuvânt, dicție "thymos" - emoții.

## Cauze
Atât cauzele cât și simptomele alexitimiei au fost regăsite în cele ale autismului sau ale sindromului Asperger.
Cauzele principale ale alexitimiei nu au fost incă oficializate, însă au fost propusă o serie de ipoteze:

### Disfuncții la nivel cerebral
Doar câteva persoane care suferă de alexitimie pot avea leziuni cerebrale care sunt situate în emisfera dreaptă, cea care ajută la procesarea emoțiilor, obiectelor și a stărilor afective. 

### Operațiile de comisurotomie
Conform unor studii, persoanele care au trecut prin asemenea intervenții au riscul de a experimenta simptomele alexitimiei. Pe lângă asta, există riscul ca persoanele să aibă dificultate în a avea fantezii sau a visa.

### Experiențele traumatice: părinți severi sau absenți afectiv.
Fiind un factor atât genetic cât și psihologic, unele persoane - majoritatea copii sau adolescenți - suferă de alexitimie din cauza unor modele parentale stricte sau absente emoțional.

## Manifestări
- Dificultate în identificarea sentimentelor în relații;
- Dificultate în descrierea unui sentiment;
- Lipsa mimicii faciale;
- Incapacitatea creativității;
- Gândire inflexibilă;
- Încercarea de a face legături sociale;
- Incapabilitatea de a reacționa la sentimentele celorlalți;
- Evitarea opiniilor personale.

## Tratament
- Implicarea în activități care țin de creativitate: artă, muzică, dans, teatru, film - această metodă va ajuta alexitimicii să învețe să-și exprime emoțiile și sentimentele atât verbal cât și fizic.
- Terapia în grup - colaborarea va ajuta alexitimicii să se simtă în largul lor fiind cu persoane exact ca ei.
- Jurnal - ajută persoanele să observe mai bine mediul înconjurător, comportamentul persoanelor din jur și cum răspund ei la acesta. Unele studii arată că scrisul expresiv poate îmbunătății capacitatea de a-ți înțelege propriile emoții.
- Cititul - ajută la înțelegerea limbajului expresiv respectiv receptiv. Pe lângă asta, persoanele își pot da seama de propriile emoții simțind exact ce personajele simt.
- Vizionarea filmelor/serialelor romantice, comedie, dramă sau care implică emoții.
- Phihoterapia individuală - dobândirea capacității de a te cunoaște pe tine însăți/însuți și exprimarea emoțională.
- Consilierea apropiațiilor - felul în care apropiații se comportă cu persoanele care sunt incapabile de exprimarea emoțiilor contează foarte mult. Este important ca oamenii să nu glumească pe seama incapacității, chiar dacă nu au intenții rele.